# Milan Rodić
Milan Rodić (serbe : Милан Родић), né le 2 avril 1991 à Drvar en République fédérative socialiste de Yougoslavie, est un footballeur international serbe. Il évolue au poste d'arrière gauche au FC Zürich.

## Biographie

### En club
Avec le club de l'Étoile rouge de Belgrade, il atteint les seizièmes de finales de la Ligue Europa en 2018. Il dispute ensuite la phase de groupe de la Ligue des champions lors de la saison 2018-2019.
Fin juillet 2025, il signe dans un club de Super League suisse : le FC Zurich, il a signé pour une saison avec une année supplémentaire en option.

### En équipe nationale
Il reçoit sa première sélection en équipe de Serbie le 4 juin 2018, en amical contre le Chili (défaite 0-1).
Retenu par le sélectionneur Mladen Krstajić afin de participer à la Coupe du monde 2018 organisée en Russie, il ne joue aucun match lors de ce tournoi. 
Il dispute ensuite quatre rencontres rentrant dans le cadre de la Ligue des nations de l'UEFA 2018-2019, avec pour résultats trois victoires et un nul.

## Palmarès
Zénith Saint-Pétersbourg
- Champion de Russie en 2015.

 Étoile rouge de Belgrade
- Champion de Serbie en 2018, 2019, 2020 et 2021.
- Vainqueur de la Coupe de Serbie en 2021.